# Joseph Priestley

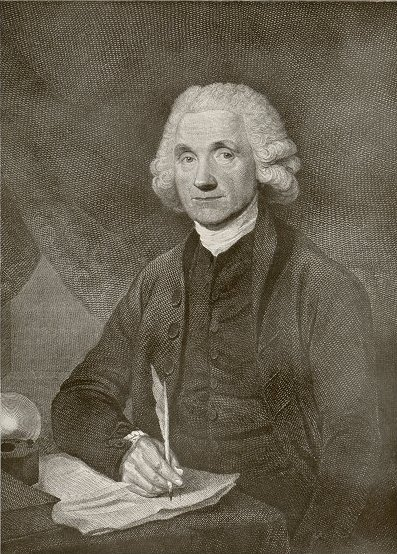
Joseph Priestley

Joseph Priestley (13. března 1733 – 8. února 1804) byl anglický chemik, filozof, duchovní a pedagog. Chemii měl pouze jako koníčka, přesto v ní dosáhl největších úspěchů: objevil kyslík, dusík a řadu jiných prvků a látek (kyselina siřičitá, čpavek, oxid dusný, fluor, chlorovodík). Jako první popsal fotosyntézu. Je též vynálezcem sodovky či gumy na mazání.

## Život
Narodil se v kalvinistické rodině, byl synem soukeníka. Vystudoval teologii na akademii v Daventry, kterou spravovala malá odbojná protestantská církev, která se odtrhla od anglikánů, zvaná English Dissenters. Jejím kazatelem (ministrem) se Priestly také stal. Od roku 1755 byl pomocným kazatelem v Needham Market v Suffolku, od roku 1758 kázal v Nantwichi v Chesschire, od 1767 v Leedsu. Priestley věřil v liberalizaci náboženství. Odmítal učení o prvotním hříchu a nejsvětější trojici. Zdůrazňoval dokonalost člověka.
Živil se také jako učitel jazyků - ovládal jich devět, včetně orientálních. V roce 1761 byl jmenován profesorem jazyků a literatury na akademii ve Warringtonu.
V roce 1770 nastoupil jako knihovník v sídle lorda Shelburna. Ten velmi podporoval jeho vědecké zájmy a v letech 1773-1780 mu umožňoval vést ve svém sídle laboratoř.
Politicky byl republikánem a sympatizantem francouzské revoluce. To budilo v tehdejší Británii odpor, takže mu byl roku 1791 vypálen jeho dům nedaleko Birminghamu (za tichého souhlasu úřadů i církve). Při požáru shořelo mnoho jeho rukopisů i laboratorních přístrojů. Hluboce zasažen tímto útokem Anglii opustil. Odjel do Spojených států, kde dožil.

## Dílo
Na popud Benjamina Franklina zkoumal elektřinu. Výsledky shrnul v knize Historie a současný stav nauky o elektřině s originálními pokusy z roku 1767, jíž si získal vysoký kredit a byl dokonce jmenován členem Královské společnosti. V knize dospěl k tomu, že elektrická i gravitační síla je řízena zákonem "nepřímé úměrnosti druhé mocnině vzdálenosti".
Ve stejném roce začal experimentovat s oxidem uhličitým. Přitom vynalezl "sodovku", za což obdržel Copleyho medaili. Priestley se domníval, že takto upravená voda pomůže léčit kurděje a bude fungovat preventivně i u jiných nákaz, které se tehdy začaly šířit v rychle rostoucích anglických městech. To byl omyl, ale voda měla úspěch obchodní.
V roce 1770 objevil, že kaučukem lze vymazat z papíru tuhu nebo dokonce inkoust. Patentoval si tedy další vynález - mazací gumu. A opět zažil obchodní úspěch - English Dissenters ještě více než jiní protestanti věřili ve spásný charakter obchodní aktivity.
V roce 1774 objevil kyslík, který připravil zahříváním oxidu rtuťnatého (HgO). Nazýval kyslík "deflogistonovaný vzduch", protože teorii flogistonu ctil po celý život. Navzdory tomu jasně pochopil, že kyslík je to, co je spotřebováváno při hoření i při dýchání.
V roce 1771 přišel další průlomový objev: fotosyntéza. Prokázal, že rostliny na slunci vyrábějí kyslík, a to z oxidu uhličitého.
V roce 1780 vstoupil do tzv. Lunární společnosti, jejímiž členy byli špičkoví vědci i průmyslníci (mj. Josiah Wedgwood, Erasmus Darwin, James Watt), a která si dala za cíl vědou a technikou zlepšovat život v anglických městech - Priestley za tím účelem vynalezl též eudiometr na měření čistoty vzduchu (přesněji množství kyslíku v něm).